# Here’s Little Richard
Here’s Little Richard — дебютный и самый коммерчески успешный студийный альбом американского певца Литла Ричарда. Находится на 50 месте в списке величайших альбомов.
Альбом состоит из эмоциональных ритм-энд-блюзов и последних хит-синглов: «Tutti Frutti» (1955), «Long Tall Sally» (1956), «Rip It Up» (1956), «She’s Got It» (1956) и «Jenny, Jenny» (1957). Две песни («Tutti Frutti» и «Long Tall Sally») попали в первую сотню из списка 500 величайших песен всех времён по версии журнала Rolling Stone.
«Miss Ann» посвящена семейной чете, владельцам клуба «Ann’s Tick Tock» в Мэйконе, где какое-то время работал Ричард: «Они с мужем были как моя семья. Были добры со мной, в отличие от других. Я их очень ценил и, когда стал известным, сделал песню».

## Список композиций
Сторона А
1. «Tutti Frutti» (Richard Penniman, Dorothy LaBostrie, Joe Lubin) — 2:25
2. «True Fine Mama» (Penniman) — 2:43
3. «Can’t Believe You Wanna Leave» (Lloyd Price) — 2:28
4. «Ready Teddy» (Robert Blackwell, John Marascalco) — 2:09
5. «Baby» (Penniman) — 2:06
6. «Slippin’ and Slidin’ (Peepin’ and Hidin’)» (Penniman, Eddie Bocage, Albert Collins, James Smith) — 2:42

Сторона Б
1. «Long Tall Sally» (Enotris Johnson, Blackwell, Penniman) — 2:10
2. «Miss Ann» (Penniman, Johnson) — 2:17
3. «Oh Why?» (Winfield Scott) — 2:09
4. «Rip It Up» (Blackwell, Marascalco) — 2:23
5. «Jenny, Jenny» (Johnson, Penniman) −2:04
6. «She’s Got It» (Marascalco, Penniman) −2:26